# Cycloneda
Genre
Synonymes
- Coccinellina Timberlake, 1943[2]
- Daulis Mulsant, 1850 nec Erichson, 1842[2]

Cycloneda est un genre d'insectes coléoptères de la famille des coccinelles.

## Systématique
Le genre Cycloneda a été créé en 1871 par l'entomologiste britannique George Robert Crotch (d) (1842-1874).

## Liste d'espèces
Selon BioLib (17 mars 2022) :
- Cycloneda ancoralis (Germar, 1824)
- Cycloneda andresi Oroz, Bustamante & Cosio, 2009
- Cycloneda arcula (Erichson, 1847)
- Cycloneda boliviana (Mulsant, 1850)
- Cycloneda chilena (Weise, 1899)
- Cycloneda conjugata (Mulsant, 1850)
- Cycloneda delauneyi (Fleutiaux & Sallé, 1889)
- Cycloneda devestita (Mulsant, 1850)
- Cycloneda dilychnis (Mulsant, 1850)
- Cycloneda disconsolata Vandenberg & González, 2006
- Cycloneda emarginata (Mulsant, 1850)
- Cycloneda germainii (Crotch, 1874)
- Cycloneda lacrimosa González & Vandenberg, 2006
- Cycloneda limbicollis (Fairmaire, 1884)
- Cycloneda lorata (Mulsant, 1850)
- Cycloneda lucasii (Mulsant, 1850)
- Cycloneda lueri González, Bustamante & Oroz, 2008
- Cycloneda maeander (Mulsant, 1850)
- Cycloneda marcapatae Bustamante, Oroz & Cosio, 2009
- Cycloneda munda (Say, 1835)
- Cycloneda patagonica González & Vandenberg
- Cycloneda polita Casey, 1899
- Cycloneda pretiosa Vandenberg & González, 2008
- Cycloneda pulchella (Klug, 1829)
- Cycloneda puncticollis (Mulsant, 1850)
- Cycloneda rubida (Mulsant, 1850)
- Cycloneda sanguinea (Linnaeus, 1763)
- Cycloneda sicardi (Bréthes, 1925)
- Cycloneda vandenbergae González, Bustamante & Oroz, 2008

Selon ITIS (17 mars 2022) :
- Cycloneda munda (Say, 1835)
- Cycloneda polita Casey, 1899
- Cycloneda sanguinea (Linnaeus, 1763)

Selon NCBI (17 mars 2022) :
- Cycloneda ancoralis (Germar, 1824)
- Cycloneda chilena (Weise, 1899)
- Cycloneda conjugata (Mulsant, 1850)
- Cycloneda emarginata (Mulsant, 1850)
- Cycloneda eryngii (Mulsant, 1850)
- Cycloneda lacrimosa González & Vandenberg, 2006
- Cycloneda munda (Say, 1835)
- Cycloneda polita Casey, 1899
- Cycloneda sanguinea (Linnaeus, 1763)